# Marco Polo (Flavio Giurato)
Marco Polo è il terzo album in studio del cantautore italiano Flavio Giurato.

## Tracce
Lato A - La teoria dell'orientamento
Testi e musiche di Flavio Giurato.
1. I punti cardinali – 4:10
2. Le funi – 6:39
3. Vela e mare – 5:23
4. La Provvidenza – 2:38
5. L'oriente – 3:37

Durata totale: 22:27
Lato B - La crescita
Testi e musiche di Flavio Giurato.
1. Nel deserto armeno – 4:54
2. Il Gran Khan – 4:19
3. Marco e Monica – 6:45
4. Marco Polo – 6:34

Durata totale: 22:32

## Formazione
- Flavio Giurato - voce, cori, chitarra elettrica, pianoforte, tamburello
- Ray Cooper - congas, cabasa, tamburello basco
- Piero Tievoli - chitarra classica, cori, chitarra elettrica
- Roberto Ricci - basso
- Toto Torquati - pianoforte, organo Hammond
- Enzo Barbieri - batteria
- Antonello Libonati - armonica
- Gianfranco Leone - armonica a bocca
- Nino Pirolo - tromba
- Benedetto Ferri, Eugenio Valentini, Andrea Giacco - cori